# Castillo de Jurumeña

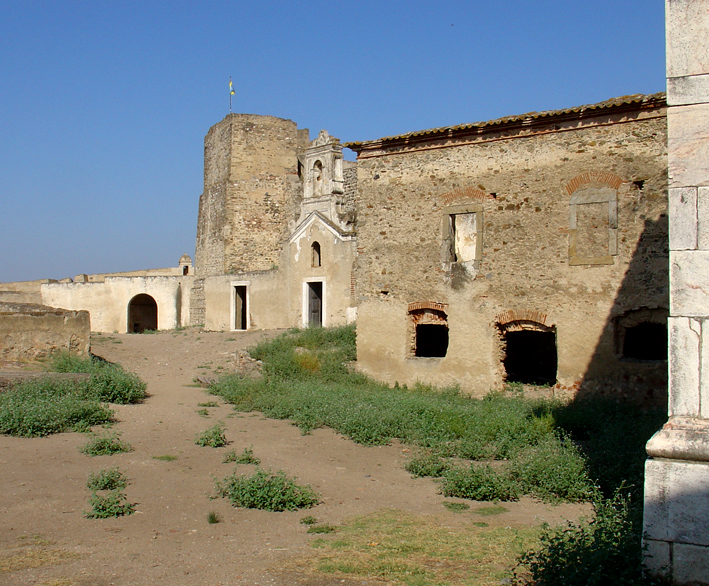
Fortaleza de Jurumeña, Portugal: vista interior de la entrada en ruinas.

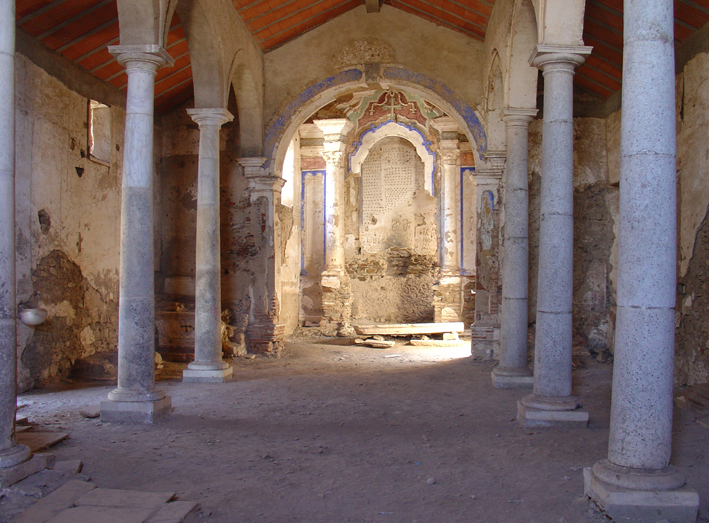
Fortaleza de Jurumeña: interior de la iglesia.

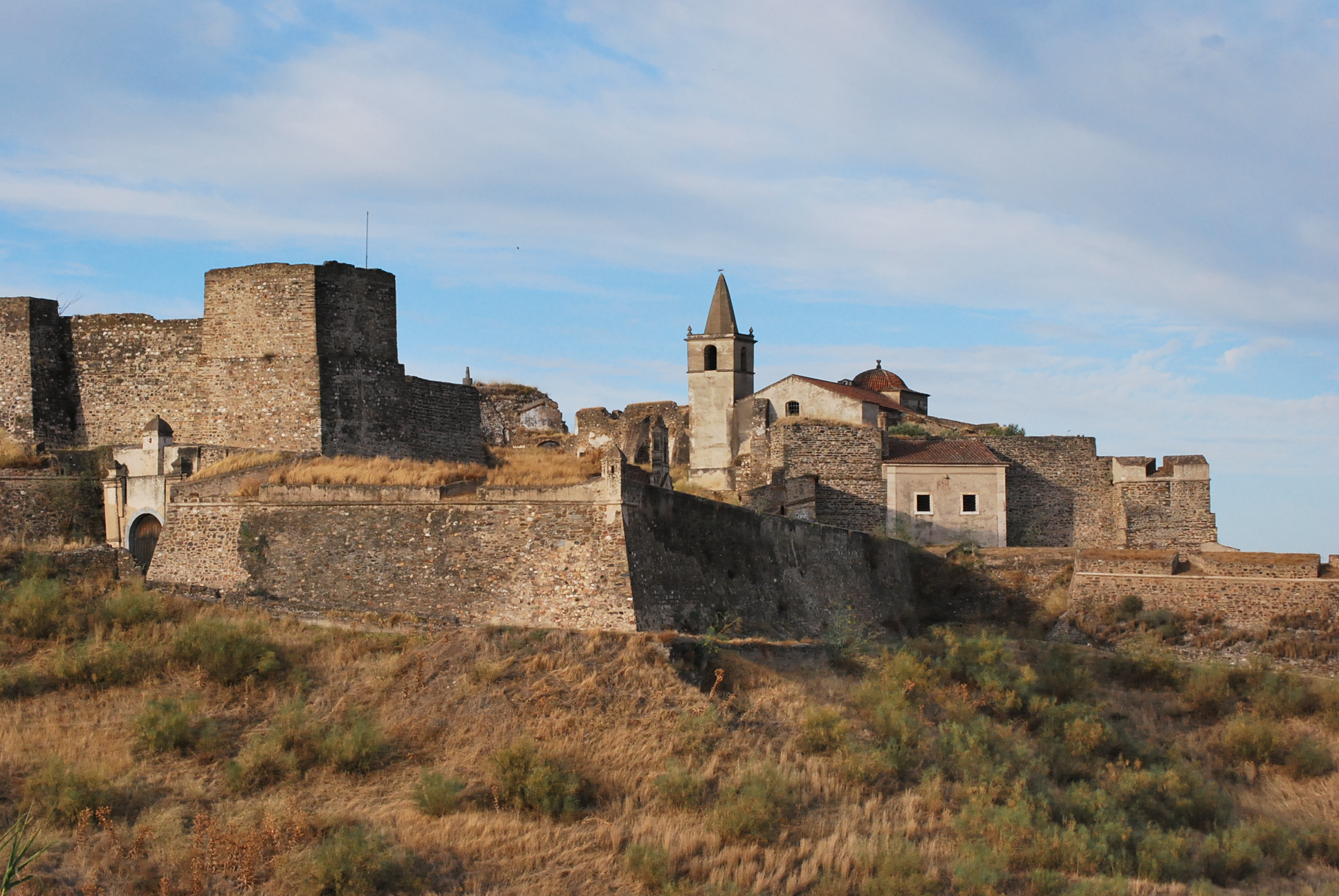
Vista exterior de la fortaleza de Jurumeña.

El Castillo de Jurumeña (en portugués, Castelo de Juromenha) está situado en la parroquia de Jurumeña, municipio de Alandroal, distrito de Évora, Portugal. Entre la Guerra de Restauración portuguesa y la Reconquista, se cerró el cruce sobre el río Guadiana ya que se consideró una de las claves de la frontera del Alentejo.

## Historia

### Antecedentes
Dominando este punto de cruce del río Guadiana, la ocupación de su sitio se remonta a Galo-celtas y a los romanos. Ocupado más tarde cuando la Conquista musulmana de la península ibérica, en la época de la reconquista cristiana de la península permaneció durante dos siglos como un puesto avanzado de defensa de la importante ciudad de Badajoz, desde el siglo X a manos del Califato de Córdoba.

### El castillo medieval
El pueblo y su castillo fueron conquistados desde 1167 por las tropas del rey Afonso Henriques (1112-1185), asistido por las fuerzas del legendario Geraldo Sempavor. Como recompensa, el soberano nombró a este último como alcalde del castillo. La población y el castillo volverían a manos de los musulmanes, bajo el mando del Califa Iacube Almançor, en 1191, para ser definitivamente conquistados por las fuerzas portuguesas, bajo el mando de Pelayo Pérez Correa, en 1242.
El Rey D. Dinis (1279-1325) se preocupó por ello, y aumentó su población al concederle una carta en 1312 y promovió importantes refuerzos en sus defensas. Así comenzó a tener murallas de tapia cubiertos de granito y pizarra, a los que se unieron 16 torres cuadrangulares, dominadas por una imponente torre del homenaje que se elevaba hasta una altura de 44 m.
En este castillo se celebró el matrimonio del rey Alfonso IV (1325-57) con D. Beatriz de Castilla (1309) y de Alfonso XI de Castilla con D. María de Portugal.
Su carta de constitución fue confirmada en el reinado de Juan II (1481-1495), el 28 de agosto de 1492, y el pueblo y su castillo están representados (lado norte) por Duarte de Armas en su Libro de las Fortalezas (c. 1509).

### Plaza fuerte de Jurumeña
Se reforzó y amplió durante la Guerra de Restauración portuguesa, cuando se erigió la «Fortaleza de Juromenha», con cuya historia se confunde. En el contexto de la restauración de la independencia portuguesa, a partir de 1640, ante la inminencia de una invasión española, se impuso la completa reestructuración de las fortificaciones fronterizas de Portugal, adaptando las estructuras todavía medievales a las exigencias de la artillería de la época. Ante la precariedad de la defensa constituida por el Castillo de Jurumeña, que se remonta a la Edad Media, se presentaron en 1644 al Consejo de Guerra del rey Juan IV (1640-1656) tres planes diferentes de modernización de esta defensa:
El plan fue escrito por el ingeniero militar y arquitecto italiano Pascoeli, descartado por ofrecer una protección insuficiente;
el jesuita holandés Cosmander, que fue elegido en la ocasión, incluso en vista de los altos costos y dificultades técnicas;
la del francés Nicolau de Langres, quien, ante la parálisis del proyecto de su predecesor, fue aprobado en 1646, haciéndose cargo de las obras.
Con las obras aún en curso, un incendio provocó la explosión del depósito de pólvora (enero de 1659), lo que llevó consigo la destrucción de una parte importante de las estructuras ya construidas y del antiguo Palacio Municipal. Un centenar de hombres de la guarnición , estudiantes de la Universidad de Évora, y tres maestros que los capitaneaban, perdieron la vida en ese momento.
Pasando al servicio de España, Langres comandó en persona la artillería enemiga en el momento del ataque de 1662, capturando esta fortificación que él mismo había construido. Esta plaza permaneció ocupada por las tropas españolas hasta el Tratado de Lisboa (13 de febrero de 1668), cuando volvió a la posesión de la Corona portuguesa.

### Los siglosXVIIIyXIX
La fortaleza sufrió graves daños con un terremoto en 1755, y las reparaciones y ampliaciones se hicieron cuando se añadió un nuevo baluarte al muro del lado del río Guadiana para defender el anclaje.
A principios del siglo XIX, en los albores de la Guerra de la Independencia Española, fue entregado, sin resistencia de su Gobernador, a las tropas españolas en el momento de la llamada Guerra de las Naranjas, para ser recuperado en 1808.
Con la pérdida de su función defensiva ante la evolución de los medios militares, entró en decadencia, hasta su abandono en 1920 debido a una epidemia de peste.

### A día de hoy
A partir de 1950, la Dirección General de Edificios y Monumentos Nacionales (DGEMN) inició una amplia labor de consolidación y reparación, que duró hasta 1996.
Está clasificado como Bien de Interés Público por el Decreto N.º 41.191, de 18 de julio de 1957.
En un estado de conservación precario, se han concluido los trabajos de prospección arqueológica y está pendiente de aprobación un proyecto de recalificación de sus locales como instalación hotelera, que forma parte de un programa turístico más amplio para la región desde 2005.
En la actualidad se pueden observar tramos de murallas y edificios representativos de sus diversos períodos constructivos, en los que las estructuras medievales se mezclan con los elementos arquitectónicos típicos de las fortificaciones.

## Características
Fortificación de tipo mixto, tiene una planta poligonal, compuesta por dos cinturones de murallas, uno interno, donde se inscribe la antigua torre del homenaje, y otro, externo, de tipo fortificado en el sistema Vauban, donde se puede observar la presencia de los distintos elementos de este tipo de fortificación: muros cortina, revellines, fosos secos, cañoneras y otros.
Bajo los muros se construyeron la «Iglesia Madre» y la «Iglesia de la Misericordia», así como se reconstruyó el antiguo Palacio del Consejo y la cárcel. Una cisterna rectangular, abastecía a la guarnición y a los habitantes.